# David Hilmers
David Hilmers (ur. 28 stycznia 1950 w Clinton w stanie Iowa) – amerykański inżynier, żołnierz i astronauta.

## Życiorys
W 1968 ukończył szkołę w DeWitt, a w 1972 matematykę na Cornell College, w 1977 został magistrem inżynierii elektrycznej. Od lipca 1972 służył w United States Marine Corps, skończył Marine Corps Basic School i Naval Flight Officer School, po czym został skierowany do Marine Corps Air Station Cherry Point w Karolinie Północnej, w 1978 ukończył U.S. Naval Postgraduate School i został skierowany do jednostki stacjonującej w bazie w Iwakuni w Japonii, a później do bazy w Kalifornii. 19 maja 1980 został wybrany przez NASA kandydatem na astronautę, w sierpniu 1981 skończył podstawowe szkolenie astronautyczne, w 1983 włączono go do grupy astronautów.
Od 3 do 7 października 1985 był specjalistą misji STS-51-J trwającej 4 dni, godzinę i 44 minuty; start nastąpił z Centrum Kosmicznego im. Johna F. Kennedy’ego, a lądowanie w Edwards Air Force Base w Kalifornii. Wyniesiono na orbitę dwa wojskowe satelity telekomunikacyjne odporne na zakłócenia zewnętrzne: USA-11 i USA-12 typu DSCS-III (Defense Satellite Communications System). Od 29 września do 3 października 1988 uczestniczył w misji STS-26 trwającej 4 dni i jedną godzinę. Umieszczono wówczas na orbicie satelitę telekomunikacyjnego TDRS-3. Od 28 lutego do 4 marca 1990 brał udział w misji STS-36 trwającej 4 dni, 10 godzin i 18 minut. Umieszczono na orbicie satelitę rozpoznania fotograficznego typu Key Hole – KH 11-10. Od 22 do 30 stycznia 1992 był specjalistą misji naukowej STS-42 trwającej 8 dni, godzinę i 14 minut. Prowadzono eksperymenty w laboratorium Spacelab IML-1 (International Microgravity Laboratory).
Łącznie spędził w kosmosie 20 dni, 24 godzin i 16 minut. Opuścił NASA w 1992.